# Horizontal Falls

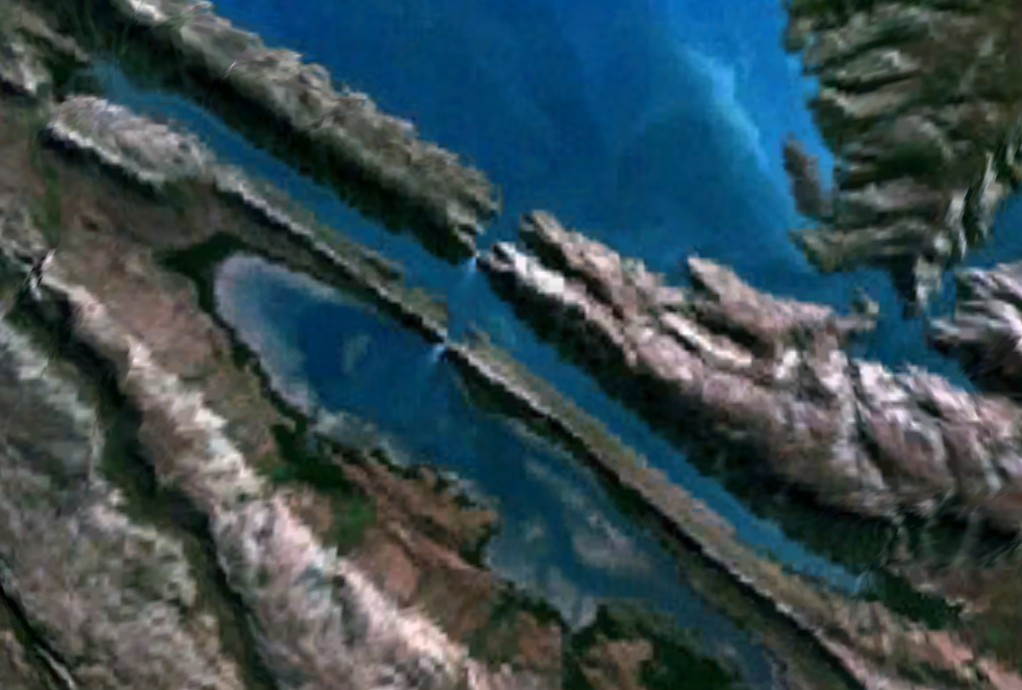
Visione satellitare (NASA) dell'Horizontal Falls.

Le Horizontal Falls, chiamate anche Horizontal Waterfalls  (termine inglese per "cascate orizzontali") sono un fenomeno naturale che si verifica nella  regione di Kimberley in Australia Occidentale
Le Horizontal Falls, malgrado il loro nome, non sono realmente una cascata, ma una corrente marina molto potente che con l'arrivo della marea si insinua in due strette gole costiere della baia di Talbot ( 16°22′59″S 123°57′29″E e 16°22′35″S 123°57′34″E). Ogni gola è larga circa 10 m e l'acqua si accumula più velocemente di quanto non riesca a liberarsi, provocando un'irregolarità della superficie dell'acqua simile ad una cascata. La corrente inverte la sua direzione con il riflusso della marea.